# Кіровський район (Санкт-Петербург)
Кі́ровський райо́н (рос. Кировский район) — адміністративно-територіальна одиниця Санкт-Петербурга. Займає площу 48 км². У районі мешкає 334 746 осіб (2010).
Розташований на південному заході міста. Названий на честь Сергія Кірова. Має вихід до берега Невської губи Фінської затоки. На півночі межує з Адміралтейським, на сході — з Московським і на півдні — з Красносельський районами.
До складу району входять історичні місцевості: Нарвська застава, Автово, Дачне, Улянка і східна частина Лигово, а також острови Невської губи — Гутуєвський, Канонерський і Білий. Кіровський район займає 14 місце з 18 районів Петербурга за якістю життя.